# Gang Mills
Gang Mills – jednostka osadnicza w Stanach Zjednoczonych, w stanie Nowy Jork, w hrabstwie Steuben.